# Симфонический оркестр Милуоки
Симфонический оркестр Милуоки (англ. Milwaukee Symphony Orchestra, сокр. MSO) — оркестр в США в городе Милуоки, штат Висконсин.
Оркестр выступает в основном в Uihlein Hall в Центре исполнительских искусств в Marcus Center. Также он является основным оркестром для постановок Флорентийской оперы.

## История и деятельность
Первую попытку создания в Милуоки постоянно действующего оркестра с таким названием предпринял в 1929 г. дирижёр Фрэнк Уоллер: коллектив, состоявший из 65 оркестрантов, дал первый концерт в ноябре, исполнив Пятую симфонию Чайковского, отрывки из оперы Шарля Гуно «Фауст», произведения Рихарда Вагнера и Ференца Листа, а также пьесу Джорджа Гершвина «Американец в Париже». В 1931 году оркестр под управлением Уоллера исполнил американскую премьеру поэмы для хора и оркестра «Аппалачи» Фредерика Делиуса. В 1934 году Уоллер был вынужден распустить оркестр, поскольку спонсорская поддержка прекратилась из-за Великой депрессии.
В 1949 году в Милуоки был организован полупрофессиональный музыкальный коллектив Milwaukee Pops Orchestra под руководством Джона Дэвида Анелло. Кульминацией его истории стал концерт 30 января 1959 года, когда в присутствии 6300 слушателей оркестр во главе с молодым дирижёром Гарри Джоном Брауном аккомпанировал Вану Клиберну. На волне успеха руководством оркестра было принято решение о его преобразовании в Симфонический оркестр Милуоки, более профессиональный коллектив с более серьёзной программой; в течение первого сезона дирижировать были приглашены Артур Фидлер, Ганс Швигер и Альфредо Антонини. Первым музыкальным руководителем оркестра стал годом позже Браун; в годы его руководства началась стабилизация коллектива, первые оркестранты на полной ставке появились в сезоне 1961—1962 гг.
В период с 1968 по 1980 год, во время пребывания в должности Кеннета Шермерхорна, второго музыкального руководителя оркестра, Симфонический оркестр Милуоки создал программу «State Tour», с которой концертировал по Висконсину, побывав в таких городах, как Фиш-Крик, Фонд-дю-Лак, Маринетт, Рипон, Райнлендер, Вест-Бенд и других, а также в Нейпервилле, штат Иллинойс. Оркестр много концертов провёл для студентов; выступил впервые на сцене Карнеги-холла в Нью-Йорке. В 1976 году по инициативе Шермерхорна был основан Симфонический хор Милуоки (первоначально называвшийся Wisconsin Conservatory Symphony Chorus). Следующий руководитель — Лукас Фосс, заметно увеличил количество исполнений современной музыки и американских композиций, совершив первый европейский тур оркестра в 1986 году.
Зденек Мацал был руководителем оркестра с 1986 по 1995 год. В этот период оркестр начал записывать музыку на лейбле Koss Classics, а в 1990 году учредил программу «Искусство в общественном образовании». Во время руководства симфоническим оркестром Андреасом Дельфсом (1997—2009 годы), оркестр выступал в 1999 году на Кубе, став первым американским симфоническим оркестром, который сделал это после того, как США ввели эмбарго против Кубы в 1962 году. Эдо де Ваарт до назначения его следующим руководителем Симфоническим оркестром Милуоки не дирижировал оркестром ни разу. По завершении пребывания в этой должности де Ваарту было присвоено звание дирижёра-лауреата.
В мае 2018 года оркестром временно, в качестве приглашенного дирижёра, руководил Кен-Дэвид Мазур. В ноябре этого же года Симфонический оркестр Милуоки объявил о назначении Мазура своим следующим музыкальным руководителем, начиная с сезона 2019/20 c контрактом на четыре сезона.
За время своего существования Симфонический оркестр Милуоки представил более 100 мировых и американских премьер произведений таких композиторов, как Лукас Фосс, Филип Гласс, Джеффри Гордон, Дарон Хаген, Рой Харрис, Эрих Корнгольд, Джанкарло Менотти, Марк Нейкруг, Маттиас Пинчер, Дэниел Шнидер, Ян Сибелиус, Роберто Сьерра, Гюнтер Шуллер, Уильям Шуман, Отторино Респиги, Ричард Роджерс и других. Самими музыкантами оркестра написано более 22 композиций.
Оркестр выпустил 14 записей на лейблах Koss Classics и Telarc. 16 сентября 2005 года Симфонический оркестр Милуоки стал первым американским оркестром, который предоставлял свои записи на платной основе через iTunes и свой веб-сайт.
Свои произведения оркестр записывает на компакт-дисках и представляет на радиостанции WFMT, которая является ассоциированным членом Европейского вещательного союза.

## Руководители
- Гарри Джон Браун (1959—1968)
- Кеннет Шермерхорн[англ.] (1968—1980)
- Лукас Фосс (1981—1986)
- Зденек Мацал (1986—1995)
- Андреас Дельфс (1997—2009)
- Эдо де Ваарт[англ.] (2009—2017)
- Кен-Дэвид Мазур[англ.] (с 2019 года)